# Distrikt Cumba
Der Distrikt Cumba liegt in der Provinz Utcubamba in der Region Amazonas in Nord-Peru. Der Distrikt wurde am 14. November 1944 gegründet. Er besitzt eine Fläche von 292,66 km². Beim Zensus 2017 wurden 7855 Einwohner gezählt. Im Jahr 1993 lag die Einwohnerzahl bei 10.460, im Jahr 2007 bei 9070. Verwaltungssitz ist die 485 m hoch gelegene Kleinstadt Cumba mit 1403 Einwohnern (Stand 2017). Cumba liegt am rechten Flussufer des Río Marañón knapp 32 km südwestlich der Provinzhauptstadt Bagua Grande.

## Geographische Lage
Der Distrikt Cumba liegt im Südwesten der Provinz Utcubamba. Ein Höhenzug der peruanischen Zentralkordillere durchquert den Distrikt. Der Río Marañón bildet die westliche Distriktgrenze.
Der Distrikt Cumba grenzt im Westen an die Distrikte Santo Tomás, Toribio Casanova, Choros (alle drei in der Provinz Cutervo) und Jaén (Provinz Jaén), im Nordosten an die El Milagro und Bagua Grande sowie im Süden an den Distrikt Yamón.

## Ortschaften
Neben dem Hauptort Cumba gibt es folgende größere Ortschaften im Distrikt:
- El Rejo (277 Einwohner)
- Hualango (247 Einwohner)
- Nueva Esperanza (466 Einwohner)
- Octucho (361 Einwohner)
- Peña Blanca (208 Einwohner)
- San Martin (301 Einwohner)
- Sinai (245 Einwohner)
- Tactago (562 Einwohner)
- Trapichillo (366 Einwohner)
- Vista Alegre de Cumba (367 Einwohner)
- Vista Florida (253 Einwohner)